# Budic d'Armorique
Pour les articles homonymes, voir Budic.
Budic d'Armorique est un roi légendaire d'Armorique qui aurait régné au Ve siècle.

## Biographie légendaire
Ce roi légendaire emprunte des traits au chef historique Budic de Cornouaille « comte des Bretons » selon Grégoire de Tours, qui règne sur cette région une quarantaine d'années pendant la première moitié du Ve siècle.
Dans son Historia regum Britanniae, Geoffroy de Monmouth présente Budicius « roi de Petite-Bretagne » accueillant en fosterage, les jeunes Ambrosius Aurelianus et son frère Uther Pendragon menacés par Vortigern qui avait fait mettre à mort leur père Constantin de Bretagne et leur frère ainé Constant de Bretagne,. Plus loin dans son œuvre il évoque Hoël, fils de la sœur du roi Arthur et de Budic « roi des Bretons armoricains » qui envoie 15 000 hommes et sa flotte au secours de son oncle Arthur. 
Ce hiatus générationnel entre les deux Budic a permis à certaines interprétations de Geoffroy de Monmouth de dédoubler le personnage en Budicius Ier et Budicius II. De ce fait les listes des rois légendaires d'Armorique d'Alain Bouchart et de Bertrand d'Argentré relèvent sa mort en 448 ; elles datent son avènement respectivement en 422 et 438. Dom Morice résout le hiatus chronologique en lui attribuant un règne de 490 à 509 en en faisant en outre le fils d'Aldrien et le frère puiné d'Erech, « roi de Bretagne », inconnu de Geoffroy de Monmouth et le père de Hoël Ier lui bien présenté par Geoffroy de Monmouth comme le fils de la sœur du roi Arthur.

## Article lié
- Liste des rois légendaires d'Armorique
- Budic de Cornouaille